# HMY Victoria and Albert (1855)
Pour les autres navires du même nom, voir HMY Victoria and Albert.
Le HMY Victoria and Albert est un yacht royal de la Royal Navy.

## Histoire
La reine Victoria y fait sa première croisière le 12 juillet 1855. Le 3 juin 1859, le Victoria and Albert s'échoue dans l'Escaut lors d'un voyage de Gravesend (Kent) à Anvers, en Belgique. La reine Victoria laisse le navire à l'impératrice autrichienne Élisabeth de Wittelsbach pour sa croisière à Madère en 1860.
Le navire est utilisé par le prince Arthur à l'occasion de sa visite à Heligoland en 1872.
La reine Victoria envoie le navire à Flessingue pour transporter le prince héritier Frédéric Guillaume d'Allemagne accompagné de sa femme Victoria et de leurs trois plus jeunes filles, le docteur Gerhardt, de deux fonctionnaires de la cour et de deux dames d'honneur, pour être soigné de sa maladie de la gorge en Angleterre par Morell Mackenzie. Ils débarquent à Sheerness le 15 juin 1887.
Il est remplacé par le HMY Victoria and Albert (1899) en 1901 et démoli en 1904.
Il a pour sister-ship El Horriya construit pour Ismaïl Pacha, le khédive d'Égypte en 1865.

## Tenders
En raison du tirant d'eau de près de cinq mètres, le Victoria and Albert est accompagné de divers tenders :
- L’Alberta est un petit bateau à aubes qui sert entre autres à transborder la reine Victoria de la résidence d'Osborne House au Victoria and Albert.
- Le Fairy, 2,23 m, sert pour des déplacements en eaux peu profondes dans lesquelles le Victoria and Albert ne peut pas pénétrer.
- L’Elfin, 1,47 m, sert à acheminer le courrier et la correspondance gouvernementale du continent jusqu'au yacht.